# EHC Chur
EHC Chur (celým názvem: Eishockeyclub Chur) je švýcarský klub ledního hokeje, který sídlí ve městě Chur v kantonu Graubünden. Založen byl v roce 1933. Svůj poslední název nese od roku 2015. Poslední účast v nejvyšší soutěži je datováno k sezóně 2001/02. Od sezóny 2017/18 působí v MySports League, třetí švýcarské nejvyšší soutěži ledního hokeje. Klubové barvy jsou černá, bílá a červená.
Své domácí zápasy odehrává v Hallenstadion Chur s kapacitou 6 500 diváků.

## Historické názvy
Zdroj:
- 1933 – EHC Chur (Eishockeyclub Chur)
- 2000 – EHC Chur Capricorns (Eishockeyclub Chur Capricorns)
- 2015 – EHC Chur (Eishockeyclub Chur)

## Přehled ligové účasti
Zdroj:
- 1946–1947: Serie A (2. ligová úroveň ve Švýcarsku)
- 1949–1952: National League B (2. ligová úroveň ve Švýcarsku)
- 1953–1954: National League B (2. ligová úroveň ve Švýcarsku)
- 1955–1957: National League B Ost (2. ligová úroveň ve Švýcarsku)
- 1961–1972: National League B Ost (2. ligová úroveň ve Švýcarsku)
- 1975–1976: 1. Liga (3. ligová úroveň ve Švýcarsku)
- 1976–1977: 2. Liga (4. ligová úroveň ve Švýcarsku)
- 1977–1980: 1. Liga (3. ligová úroveň ve Švýcarsku)
- 1980–1984: National League B Ost (2. ligová úroveň ve Švýcarsku)
- 1984–1985: National League A (1. ligová úroveň ve Švýcarsku)
- 1985–1986: National League B (2. ligová úroveň ve Švýcarsku)
- 1986–1987: National League A (1. ligová úroveň ve Švýcarsku)
- 1987–1991: National League B (2. ligová úroveň ve Švýcarsku)
- 1991–1993: National League A (1. ligová úroveň ve Švýcarsku)
- 1993–2000: National League B (2. ligová úroveň ve Švýcarsku)
- 2000–2002: National League A (1. ligová úroveň ve Švýcarsku)
- 2002–2003: 1. Liga (3. ligová úroveň ve Švýcarsku)
- 2003–2008: National League B (2. ligová úroveň ve Švýcarsku)
- 2008–2009: 1. Liga (3. ligová úroveň ve Švýcarsku)
- 2009–2011: 2. Liga (4. ligová úroveň ve Švýcarsku)
- 2011–2017: 1. Liga (3. ligová úroveň ve Švýcarsku)
- 2017– : MySports League (3. ligová úroveň ve Švýcarsku)